# Yuki Saito

Yuki Saito (斉藤 由貴, Saitō Yuki, 10 de setembro de 1966, Minami-ku, Yokohama, Kanagawa) é uma atriz, autor, ensaísta, poeta e cantora japonesa.  Seu nome de casada é Yuki Isarai (小井 由貴, Isarai Yuki), embora ela continue a trabalhar sob seu nome de solteira. Frequentou a Kanagawa Prefectural Shimizugaoka High School (agora Yokohama Seiryo Sogo).